# Bollingerova pásma

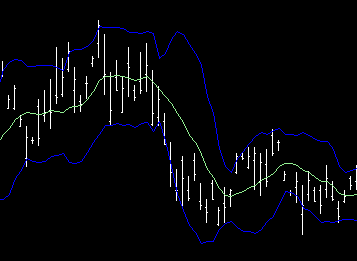
Ukázka Bollingerova pásma s 10denní periodou a šířkou dvou směrodatných odchylek

Bollingerova pásma jsou jednou z metod technické analýzy cenných papírů. Autorem tohoto indikátoru je John Bollinger, který tuto metodu vymyslel v 80. letech 20. století. Technický indikátor umožňuje vizualizovat volatilitu a relativní cenovou úroveň v určitém období. Čím vyšší je volatilita, tím širší je Bollingerovo pásmo.
Ceny finančního instrumentu se obvykle pohybují v rámci Bollingerových pásem a odrážejí se z jedné strany na druhou. Existují formy prostě průměrovací a formy exponenciálně zapomínající historii.
Autor indikátoru aktivně propaguje kombinování Bollingerových pásem s Wyckoffovou metodou, zejména pro obchodování měnových párů. Díky tomu je tento indikátor populární na forex a kryptoměnových trzích.

## Křivky
Bollingerova pásma tvoří tři křivky:
- Střed (zelená) představuje klouzavý průměr uzavíracích kurzů o délce n obchodních dnů. Délku střední linie je možné měnit pro dosažení lepších výsledků (některým trhům vyhovuje delší časový úsek, jiným kratší), ale základní nastavení je 20denní klouzavý průměr. Obecně by se mělo jednat o úsek, za který se trh posune od vrcholu k vrcholu.
- Kolem středu je vytvořena obálka proměnlivé šířky (modrá). Obálku tvoří násobek r směrodatných odchylek n posledních zavíracích kurzů
  - Horní pásmo je rovno klouzavému průměru plus r krát standardní odchylka
  - Dolní pásmo je rovno klouzavému průměru minus r krát standardní odchylka

## Konstanty
Konstanty n a r se mohou podle typu cenného papíru nebo trhu lišit. Nejčastěji se používají hodnoty r = 2 (dvojnásobek klouzavého průměru) a n = 20 (posledních 20 obchodních dnů).

## Použití
- Bollingeroovo pásmo indikuje, kdy je cenný papír relativně drahý nebo levný vzhledem k situaci na trhu;
- tyto informace společně s dalšími technickými indikátory mohou sloužit jako podklad pro nákupní nebo prodejní rozhodnutí;
- dotyk nebo přetnutí horního nebo dolního pásma není samo o sobě signálem k nákupu nebo prodeji.

Kromě toho, že díky Bollingerových pásem můžeme určit cenovou úroveň a volatilitu, můžeme díky nim odhalit signály a naznačení důležitých pohybů. Pokud například cena projde dolním pásmem a následující dno zůstane nad dolním pásmem, je to signál k nákupu, tzv. signál dvojitého dna. V případě, že cena přeroste horní pásmo a následující vrchol nedokáže prorazit nad horní pásmo, je to signál k tomu, aby obchodník prodal, tzv. prodejní signal.